# Перри, Мэтью (коммодор)
Мэ́тью Ко́лбрайт Пе́рри (англ. Matthew Calbraith Perry; 10 апреля 1794, Ньюпорт, Род-Айленд, США — 4 марта 1858, Нью-Йорк, Нью-Йорк, США) — американский военный и политический деятель, офицер и коммодор Военно-морских сил США. Принимал участие в Англо-американской (1812—1815), Второй берберийской (1815) и Американо-мексиканской войнах (1846—1848). Был одним из реформаторов американских вооружённых сил, за что получил прозвище «отец парового флота США». Во главе военной эскадры провёл успешную дипломатическую миссию в Японии (1852—1854), целью которой было открытие страны для внешней торговли. Подписал с правительством Сёгуната Канагавский договор, первое соглашение между Японией и США, положившее конец двухсотлетней политике Сакоку. В американской историографии традиционно оценивается как человек, открывший Японию Западному миру.

## Биография

### Детство и юность
Мэтью Колбрайт Перри родился 10 апреля 1794 в городке Южный Кингстаун в штате Род-Айленд, в семье военного. Отец, Кристофер Рэймонд Перри, как и старший брат Оливер Хазард, были офицерами Военно-морского флота США. Семья отца происходила из Уэльса. Мать Сара Уоллес происходила из старинного шотландского рода и была потомком национального героя Шотландии Уильяма Уоллеса.
В 1809 году 15-летний Мэтью получил звание гардемарина. Его делегировали на корабль «Месть», которым руководил его старший брат Оливер. Впоследствии Мэтью перевели на судно «Президент», под командованием коммодора Джона Роджерса. На этом корабле Перри принял участие в победном бою с британским кораблём «Маленький Пояс» в начале Англо-американской войны 1812—1815 годов. В 1813 году юного гардемарина повысили до лейтенанта.
Вскоре Перри перевели на фрегат «Соединённые Штаты», который находился в порту Нью-Лондона, штат Коннектикут и участия в последующих боях не принимал. После подписания Гентского договора, завершившего войну, лейтенант служил на различных кораблях в Средиземном море. В частности, под командованием коммодора Уильяма Бейнбриджа, молодой Перри принял участие во Второй берберийской войне 1815 года в Алжире, а в течение 1819—1820 годов служил в Либерии на корабле «Киана».
На протяжении 1821—1825 годов Перри командовал шхуной «Акула». Американское правительство отправило его в Карибское море с приказом подавить местное пиратство и работорговлю. 25 марта 1822 года команда «Акулы» установила флаг США на спорном острове Ки-Уэст в Карибском море, принадлежавшем Испании, и провозгласила его владением США. Остров был переименован в «остров Томпсона».
В 1826—1827 годах Перри вторично служил под началом Джона Роджерса. В 1828 году он перешёл работать в Чарлстон в штате Южная Каролина, а в 1830 году принял командование шлюпом «Конкорд».

### От капитана до коммодора

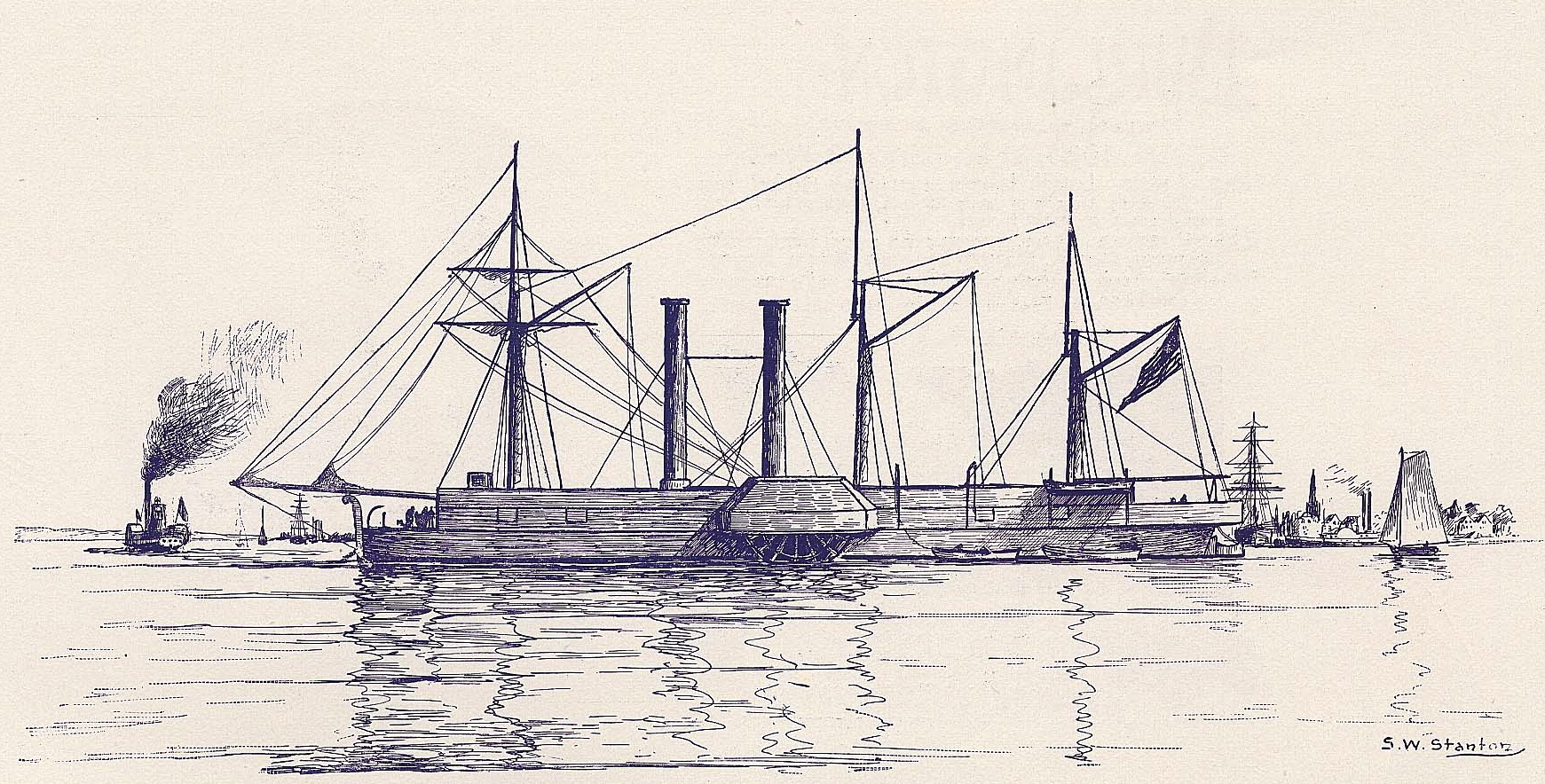
Паровой фрегат «Фултон»

В течение 1833—1837 годов Мэтью Перри исполнял обязанности второго офицера Нью-Йоркской военной верфи и в 1837 году получил звание капитана. За время пребывания на этом посту он проявил себя одним из ведущих реформаторов тогдашнего американского флота. Перри способствовал изменению учебной программы для моряков, осуществлял надзор за постройкой второго парового фрегата США — «Фултон», за что был назван «отцом американского парового флота», приобщился к созданию первого корпуса морских инженеров, а также на протяжении 1839—1841 годов построил первую артиллерийскую школу Военно-морских сил США в штате Нью-Джерси.
В июне 1840 года министр военно-морских сил США повысил Мэтью Перри до звания коммодора и назначил комендантом Нью-Йоркской военной верфи. Это был высокий пожизненный чин, поскольку до 1862 года в военно-морских силах США высшим званием считался капитан. За время службы в Нью-Йорке, Перри жил в Бруклине, в престижном районе для высших офицеров флота. В 1843—1844 годах коммодор возглавлял Африканскую эскадру военно-морских сил США, обязанностью которой было выполнение условий британо-американского договора и препятствование работорговли.
В 1845 году Перри назначили вице-командиром корабля «Миссисипи». На этой должности он принял участие в Американо-мексиканской войне 1846—1848 годов. Команда Перри захватила мексиканский город Фронтера, участвовала в разрушении Табаско и битве за Тамаулипас. Впоследствии коммодор добился перевода на должность командующего внутренней эскадры военно-морских сил США и в 1847 году его флот поддержал осаду мексиканского города Веракрус. После падения города Перри сформировал так называемый «Москитный флот» и захватил порт Туспан. В июле 1847 года он лично водил в бой тысячу американских солдат, с которыми с суши захватил город Табаско. За свою серьёзность, строгость, неприветливость, а иногда и грубость, подчинённые Перри называли его «старым медведем».

### Экспедиции в Японию

#### Предпосылки
В 1852 году правительство США поручило Мэтью Перри миссию заключить торговый договор с Японией. Эта страна на протяжении последних двух веков отказывалась от торговли с христианскими странами Европы и Америки. Президент США Миллард Филлмор, представитель партии вигов, дал директиву коммодору, что в случае нежелания японской стороны идти на переговоры следует применить вооружённую силу. Президент также вручил ему послание императору Японии, с предложениями установления дружественных отношений и заключения торгового договора.
24 ноября Перри возглавил военную Восточно-индийскую эскадру и отправился из Норфолка в штате Вирджиния в Японию через Атлантический и Индийский океаны. Эскадра состояла из 10 кораблей: паровых фрегатов «Миссисипи», «Саскуэханна» (Susquehanna), «Повхатан», парусника «Сапплай», а также парусных шлюпов «Плимут», «Саратога», «Македонец» (Macedonian), «Вандалия», «Лексингтон» и «Саутгемптон». Это была четвёртая попытка представителей США установить дипломатические отношения с тихоокеанским соседом.
До этого, в 1797—1809 годах, американцы торговали в японском городе Нагасаки по запросу голландских купцов. Последние имели разрешение японского сёгуната на торговлю, но не могли торговать из-за французской оккупации Нидерландов в ходе наполеоновских войн. После освобождения Голландии, США были отстранены от японского рынка и искали способы восстановить свои позиции на нём. Япония также требовалась американцам как база на пути в Цинский Китай, где соперники США, Великобритания и Франция начали колониальную гонку. Частная попытка американского предпринимателя Чарльза Кинга заключить японо-американский договор в 1837 году закончилась обстрелом его торгового судна. Попытка официального представителя США, Джеймса Биддла, который в 1846 году прибыл с военным кораблём в Токийский залив и потребовал установления дипломатических отношений между двумя странами, также завершилась неудачей. В 1849 году капитан Джеймс Глинн в третий раз старался заключить японо-американский договор, но и его предложения были отклонены сёгунатом. Вернувшись в США, капитан убеждал правительство, что для успешных переговоров с японцами необходимо осуществление давления и демонстрация военной мощи США.

##### Путешествие. Рюкю

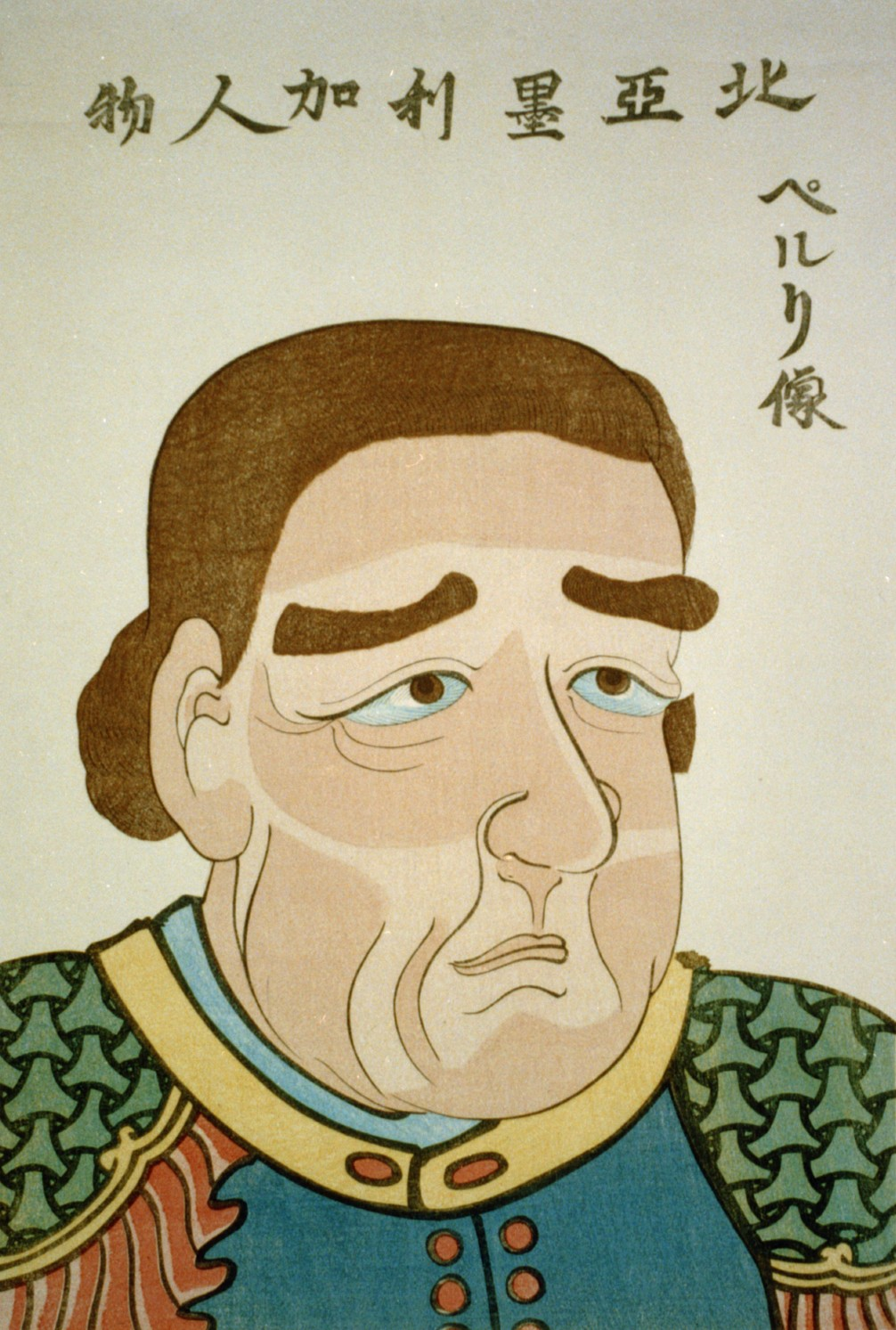
Японская гравюра с изображением Перри, 1854

Между тем, 11 декабря 1852 года Восточно-индийская эскадра Мэтью Перри добралась до португальской Мадейры, за месяц достигла Острова Святой Елены и 24 января 1853 года приплыла к южноафриканскому Кейптауну. Отдохнув в нём неделю, корабли коммодора двинулись через Маврикий на Цейлон, где находились с 10 по 15 марта. Преодолев Малаккский пролив, 29 марта американцы добрались до Сингапура, а оттуда двинулись к Макао и Гонконгу, в которых побывали соответственно 7 и 29 апреля. 4 мая Перри добрался до Шанхая, где флот стоял тринадцать дней, а затем отправился в направлении архипелага Рюкю, находившегося под контролем японского княжества Сацума.
26 мая 1853 года Восточно-индийская эскадра прибыла в Королевство Рюкю и стала на якорь в водах столицы Нахи. Перри пожелал посетить резиденцию короля, замок Сюри, но ему отказали. Тогда коммодор высадил вооружённый десант в столице и самовольно направился к замку. Правительство Рюкю, которое не имело сильного войска, было вынуждено принять требования американцев. Ван Сё Тай впустил Перри и его офицеров к замку. Гостей угостили чаем и конфетами, а они передали хозяевам послание президента США с требованием установить дипломатические отношения. Рюкюсцы сослались на то, что они не являются суверенным государством, поэтому по своей воле подписывать документы с иностранцами не могут, но обещали быть посредниками между США и японским правительством. Чтобы задобрить Перри, чиновники королевской администрации организовали в его честь пир во дворце за пределами замка, на что коммодор в ответ пригласил их на фрегат «Саскуэханна», где угостил французскими блюдами. Благодаря такому приёму американское командование оценило миссию в Рюкю как успешную. Так же считали и рюкюсцы, которые смогли вежливо отклонить ультимативные требования США, спасти столицу от погрома и принять иностранных послов на уровне более низком, чем обычно принимали послов из цинского Китая.
9 июня, оставив часть эскадры в Наси, Перри отплыл в направлении безлюдных островов Огасавара. В течение 14—18 июня он исследовал их и провозгласил владением США. Однако этот акт остался декларативным из-за протеста Британии и России, которые считали острова своими. 23 июня коммодор вернулся в Рюкю, а через девять дней, 2 июля 1853 года, отправился в Японский архипелаг в составе 4 кораблей: «Миссисипи», «Саскуэханна», «Плимут» и «Саратога».

##### Прибытие в Японию
Японское правительство, функции которого исполнял Сёгунат Токугава, заранее знало о намерениях американской эскадры плыть в Японию. 14 декабря 1852 года Ян Хендрик Донкер-Курт, капитан голландской торговой фактории в Дэдзиме, подал докладную записку губернатору Нагасаки о том, что США отправили флот к Японским островам с целью заключения торгового договора. Капитан кратко описал пункты вероятного соглашения, предложил проводить переговоры в Нагасаки и предупредил, что американцы настроены решительно и в случае отказа начнут войну. Однако чиновник расценил эту записку как голландскую провокацию и не передал её полное содержание в высшие инстанции. В результате сёгунат не принял мер для встречи агрессивно настроенного Перри, ограничившись лишь пополнением гарнизона полуострова Миура. Правительство надеялось, что американцы покинут Японию без договора, как это неоднократно случалось до сих пор. Однако в мае 1853 года Симадзу Нариакира, правитель княжества Сацума, получил сведения о действиях эскадры Перри на Рюкю и срочно доложил главе сёгунатского правительства Абэ Масахиро о приближающейся опасности. Впрочем, время было уже упущено, а среди чиновников не было единодушного плана противодействия иностранцам.
8 июля 1853 года эскадра Мэтью Перри достигла берегов Японии. Она стала на якорь в бухте пролива Урага, близ города Эдо, который был административным центром сёгуната. Японцы впервые видели чёрные паровые суда, выпускавших чёрный дым, поэтому назвали их «чёрными кораблями» (куробуне). Эскадра имела на вооружении около сотни новейших орудий Пексана, стрелявших разрывными бомбами, и 2 тысячи моряков. Американцы заняли боевую позицию и самовольно начали замерять глубину вод залива Эдо. Корабельные пушки выпустили с десяток сигнальных выстрелов в воздух, чтобы наладить связь между судами и напугать местное население. Из-за выстрелов в Эдо началась паника, однако впоследствии жители успокоились, поняв, что стреляли без ядер. Побережье пролива Урага наполнилось японцами, некоторые из которых пытались на собственных лодках попасть на американские суда. Однако когда чиновники сёгуната и правоохранители сообщили, что иностранцы могут открыть настоящий огонь, число зрителей поубавилось.
Для переговоров с Мэтью Перри сёгунат направил Накадзиму Сабуросуке, помощника надзирателей побережья пролива Урага. Он предложил коммодору отплыть в Нагасаки и вести переговоры там, но тот отказался. Перри сообщил японской стороне, что является послом США и прибыл с целью вручить послание президента своей страны и установить дипломатические отношения. Коммодор отказался передать послание помощнику, требуя прислать уполномоченное лицо высокого ранга. Впоследствии появился Каяма Едзаемон, второй помощник надзирателей берегов пролива Урага, но Перри снова настаивал на свидании с высоким чином. На предложение японца подождать 4 дня, коммодор выдвинул ультиматум: если за трое суток японское правительство не делегирует соответствующее лицо высокого ранга, то Перри приблизит свои корабли в Эдо, высадит десант и собственноручно передаст послание сёгуну. В это время 12-й сёгун Токугава Иэёси был прикован болезнью к постели, и ответственность за переговоры с американцами взял на себя глава правительства Абэ Масахиро. 11 июля он позволил принять от Перри президентское послание и 14 июля организовал приём американского посольства на пляже Куре. Американцев встречали чиновники берега пролива Урага Тода Удзийоси и Идо Хиромити. Перри сошёл на берег с двумя сотнями парадно одетых моряков под марш «Слава Колумбии». Он передал послание в трёх копиях — на английском, голландском и китайском, а также вручил верительные грамоты и документы с предложениями торгового договора. Надзиратели сообщили коммодору, что, поскольку сёгун болен, японская сторона сможет дать ответ лишь в следующем году. Перри согласился и пообещал, что прибудет в Японию за ответом через год. 17 июля его эскадра покинула воды залива Эдо и отправилась в Рюкю, где были на стоянке остальные корабли эскадры.

#### Второй визит
27 июля 1853 года умер 12-й сёгун Токугава Иэёси. Его преемником стал Токугава Иэсада, сын покойного. Как и его отец, он был болезненным и не мог вести государственные дела. Поэтому вопрос заключения соглашения с США пришлось решать главе правительства Абэ Масахиро. Опасаясь брать на себя ответственность, он впервые за 200 лет нарушил монополию сёгуната на принятие важных политических решений и созвал Всеяпонское собрание с участием представителей императора, чиновников сёгуната, региональных властителей и знати. На собрании решался вопрос, как ответить Перри: продолжать изоляционистский курс, отказавшись от американского предложения, или «открыть» Японию Западу и заключить договор с США.
Между тем сам Перри находился в Гонконге. Коммодор узнал, что сёгун умер и, пользуясь суматохой в Японии, решил плыть туда немедленно, пренебрегая обещанием ждать год. Как и в первый раз, американская эскадра выбрала маршрут через Рюкю. Её разведчик, шлюп «Саутхемптон», появился в японских водах близ берегов пролива Урага 11 февраля. За сутки за ним прибыли шлюпы «Македонец», «Вандалия», «Лексингтон» и пароходы «Миссисипи», «Саскуиханна», «Повхатан». Через пятнадцать дней к ним присоединились «Саратога» и «Сапплай». Эскадра выстроилась в боевой строй, демонстрируя готовность идти на столичный город Эдо в случае отказа японской стороны подписывать соглашение. Городские окраины охватила паника. Однако некоторые японцы, такие как Ёсида Сёин, пытались тайком самостоятельно вступить в контакт с пришельцами.
Сёгунат был неприятно удивлён прибытием Перри. Единогласного решения по предложению США Всеяпонское собрание ещё не выработало. Чиновники советовали подписать договор, в то время как делегаты Императора и региональные властители, на волне антииноземных настроений, настаивали на соблюдении курса изоляции. Чтобы затянуть время, Абэ Масахиро позволил американцам сойти на берег в селе Иокогама и организовал в их честь огромный обед на сумму 2000 золотых. Японцы выставили лучшие блюда своей кухни, однако гости были недовольны, прежде всего из-за нехватки мяса и жиров. Перри же считал, что настоящее лакомство японцы скрывают.

#### Договоры с Японией и Рюкю
Между тем прошёл месяц, а Всеяпонское собрание до сих пор не могло принять решение. При таких условиях Абэ Масахиро взял ответственность на себя и в конце марта направил Перри ответ, что Япония принимает предложение США установить дипломатические отношения. Обе стороны начали готовиться к подписанию соглашения. 31 марта 1854 года японцы под председательством посла Хаяси Фукусая торжественно встретили делегацию Перри в селе Иокогама, находившееся неподалёку городка Канагава провинции Мусаси. На берегу они подписали 12-статейный договор о мире и дружбе между Японией и США. По этому договору японская сторона обязывалась: (1) обеспечивать топливом и продовольствием корабли США при необходимости; (2) спасать корабли США и их команды в случае аварии; (3) открыть порты Симода и Хакодатэ для торговли с США, в которых американцы имели бы право построить свои консульства; (4) предоставить США режим наибольшего благоприятствования в торговле. 
Соглашение отменяло традиционную японскую политику самоизоляции и открывало Японию «цивилизованному миру» Запада.
Подробные условия этого договора были выработаны двумя делегациями в монастыре Рьосендзи в Симоде и подписаны 15 июня как 13-статейное приложение договора. Они определяли место причала в Симоде и Хакодатэ, устанавливали границы проживания и погребения американцев в портовых городах, запрещали охоту и предусматривали наличие постоянных переводчиков в портах. После подписания приложения, 25 июня 1854 года эскадра США отправилась домой.
На обратном пути Перри посетил ванство Рюкю, где 11 июля подписал аналогичное Канагавскому договору 7-статейное соглашение о мире и дружбе между Рюкю и США. Оно предусматривало: (1) объявление режима свободной торговли в Рюкю, (2) предоставление рюкюской стороной провианта и топлива кораблям США за счёт Рюкю; (3) предоставление рюкюсцами помощи кораблям США, попавшим в аварию; (4) создания американских поселений в Рюкю, жители которых подлежали лишь консульским судам США.

### Последние годы

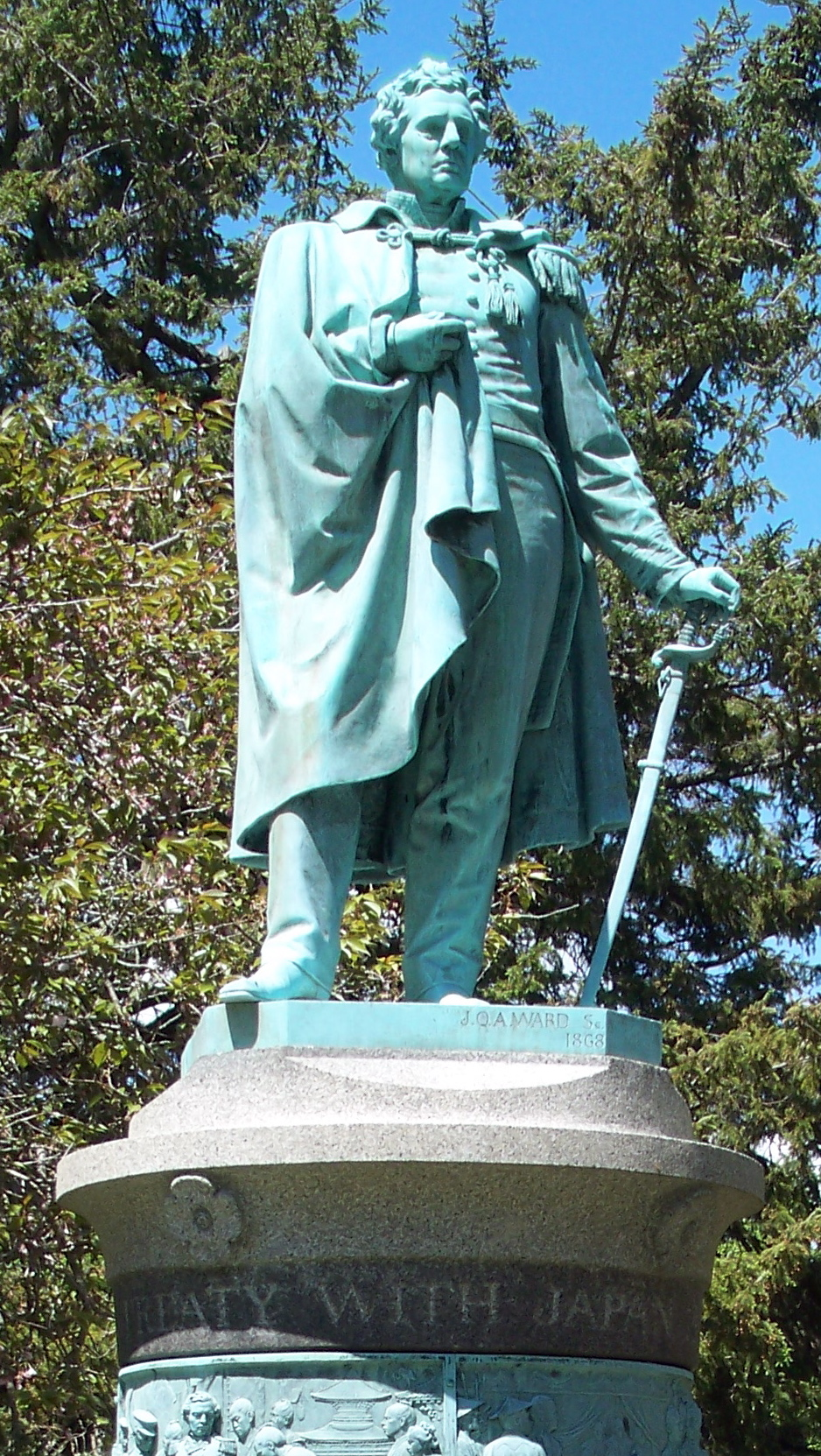
Статуя коммодора Мэтью Перри в Парке Торо, Ньюпорт, Род-Айленд, США.

Коммодор Перри вернулся в США в 1855 году. За успешно выполненную миссию американский Конгресс наградил его премией в 20 тысяч долларов и дал распоряжение напечатать экспедиционный отчёт. Он был издан в следующем году под названием «Хроника экспедиции американской эскадры к Китайским морям и Японии в 1852, 1853 и 1854 годах под командованием коммодора М. К. Перри». Это издание, написанное коммодором совместно с историком Френсисом Хоуксом, базировалось на сведениях самого Перри, его офицеров и даже рядовых моряков. «Хроника» долгое время была единственным капитальным американским исследованием о Японии и стала ценным источником по истории японско-американских двусторонних отношений.
Несмотря на почести, которые Перри получил дома за проведённую миссию, его здоровье было подорвано длительными морскими путешествиями. Из-за артрита коммодор был вынужден уйти в отставку. Перед этим его наградили званием контр-адмирала за достижения в Восточной Азии.
4 марта 1858 года, в возрасте шестидесяти четырёх лет, Мэтью Перри умер в Нью-Йорке от цирроза печени, вызванного чрезмерным употреблением алкоголя. 21 марта 1866 года его перезахоронили в Ньюпорте, в родном штате Род-Айленд.
В американской историографии Перри традиционно почитается как «открыватель» Японии для Западного мира. Он считается героем, без единого выстрела покончивший с изоляцией этой восточноазиатской страны.
Память об экспедиции и достижениях коммодора была использована политиками США в конце Второй мировой войны. Так, церемония капитуляции Японии проходила на борту американского корабля «Миссури», на фоне американского флага, который использовал Перри. Помимо этого глава американской делегации на церемонии, генерал Дуглас Макартур, был дальним родственником самого коммодора. После 1945 года флаг Перри хранится в Академии военно-морских сил США в Аннаполисе штата Мэриленд.
В честь коммодора построены музеи и памятники на его родине в штате Род-Айленд и японском городе Йокосука, месте его первой высадки.

## В культуре
«Меч Бусидо» (The Bushido Blade). Реж. Цугунобу Котани, США-Япония, 1981 год. В роли адмирала — Ричард Бун.